# Bobbili Raja
Bobbili Raja er en indisk film fra 1990 af B. Gopal.

## Medvirkende
- Venkatesh som Raja
- Divya Bharati som Rani
- Gummadi som Sundarayya
- Vanisree som Rajeswari Devi
- Kota Srinivasa Rao som Ahobala Rao
- Kaikala Satyanarayana som Appa Rao
- Brahmanandam